# Вещица (село)
Вижте пояснителната страница за други значения на Вещица.
Вѐщица е село в Северозападна България, община Белоградчик, област Видин.

## География
Село Вещица се намира на около 8 км северозападно от град Белоградчик и 40 – 41 км югозападно от град Видин. От съседните му села Струиндол е на около 1,5 км на запад-югозапад, Ошане на 4 км на запад-северозапад, Върба на 2 – 3 км на североизток и Дъбравка на 5 км на юг-югоизток. Разположено е около третокласния републикански път, по който се осъществява връзката му с Белоградчик.
Надморската височина в селото е приблизително в границите 290 – 320 м, а в центъра му при пътния разклон за село Струиндол и сградата на наместничеството е около 327 м.
През югоизточната половина на селото протича Салашката (Вещицката) река.
Климатът в района е умерено-континентален със сравнително студена зима и горещо лято.
Населението на село Вещица  намалява бързо от 485 души към 1934 г. до 94 към 1992 г. и по-бавно – до 32 към 2018 г.

## История
За възникването и името на село Вещица има само предания и предположения.
Предполага се, че селото най-вероятно води началото си от турски чифлик, основан по време на османското владичество около края на XVII век и началото на XVIII век, който впоследствие бил изоставен и работниците в него се заселили там, придошли заселници и от другаде, с времето се оформили в съседство махали, от които било съставено селото. 
За възникването на името на селото предание споменава турчин, който имал чифлик на това място, обикалял земите си, видял няколко българки да се къпят голи в местната река и смутен от несъвместимата с мюсюлманските разбирания, но вълнуваща го гледка (може би и пред свидетели), побягнал с викове „Вещици, вещици!“.  Според друго предание, една вечер жени поливали градините, по моста минавал пътник, видял в мрака движещи се женски силуети и завикал: „Тук има вещици, вещици, вещици ...“.
През 1949 – 1950 година в района на селото действа малка горянска група, противопоставяща се на комунистическия режим.
В селото е имало училище, открито през 1893 година, но поради обезлюдяването е закрито.

## Население
Преброяване на населението през 2011 г.
Численост и дял на етническите групи според преброяването на населението през 2011 г.:
|                     | Численост | Дял (в %) |
| Общо                | 47        | 100,00    |
| Българи             | 38        | 80,85     |
| Турци               | 0         | 0,00      |
| Цигани              | 8         | 17,02     |
| Други               | 0         | 0,00      |
| Не се самоопределят | 0         | 0,00      |
| Неотговорили        | 1         | 2,12      |

## Религия
Жителите на село Вещица са православни християни. Селото никога не е имало свой храм. От 2014 г. има частен проект за изграждане на параклис в центъра на село Вещица в близост до сградата на кметството (наместничеството). Там се намира старинен каменен кръст и проектът е да се изгради до този кръст и параклиса.
Преди много години над Вещица и съседното село Струиндол в планината е имало манастир и там жителите на селата са ходели на големите църковни празници.

## Културни и природни забележителности
В местността „Царицин гроб“ или „Царица“ се е намирал стар паметник – голям камък с издълбани върху него орнаменти, потвърждаващ популярната в Северозападна България легенда за бягството на последната българска царица, майката на цар Иван Срацимир от Белоградчишката крепост. Според същата легенда, царицата заедно със своята свита избягала през тунел, водещ към споменатата местност, където била причакана и погубена. Камъкът, обозначаващ трагичното събитие, е откраднат – вероятно от иманяри, в началото на 90-те години на ХХ век. 

## Редовни събития
Съборът на селото е по време на православния празник Свети Дух (9 юни).